# バンブーダンス
バンブーダンスは、長い竹を用いたフィリピンなどに伝わるダンス。
日本などではレクリエーションの一つとしても行われることがある（子どもの場合は安全面から竹でなくゴムひもで代用することもある）。

## ギャラリー

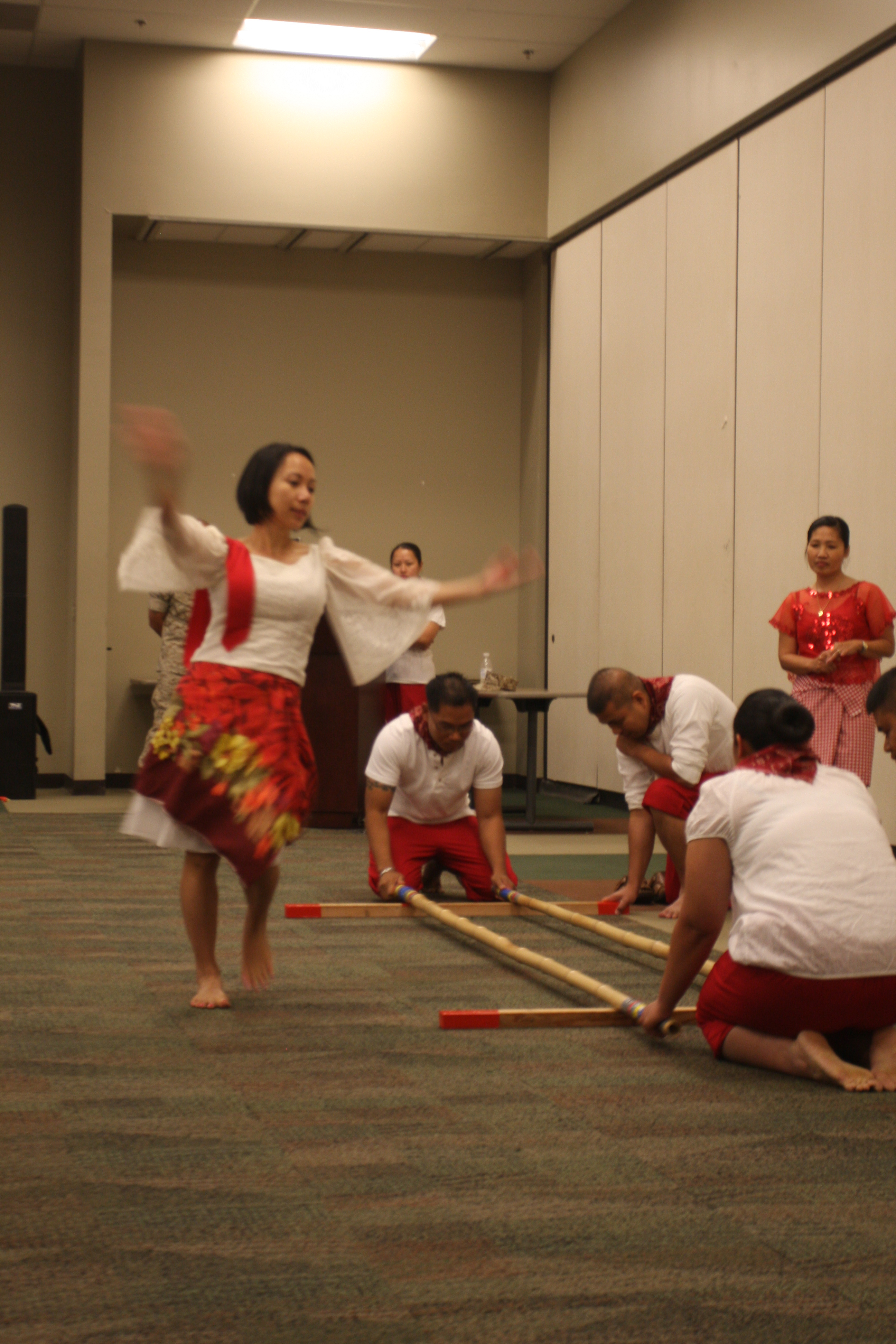
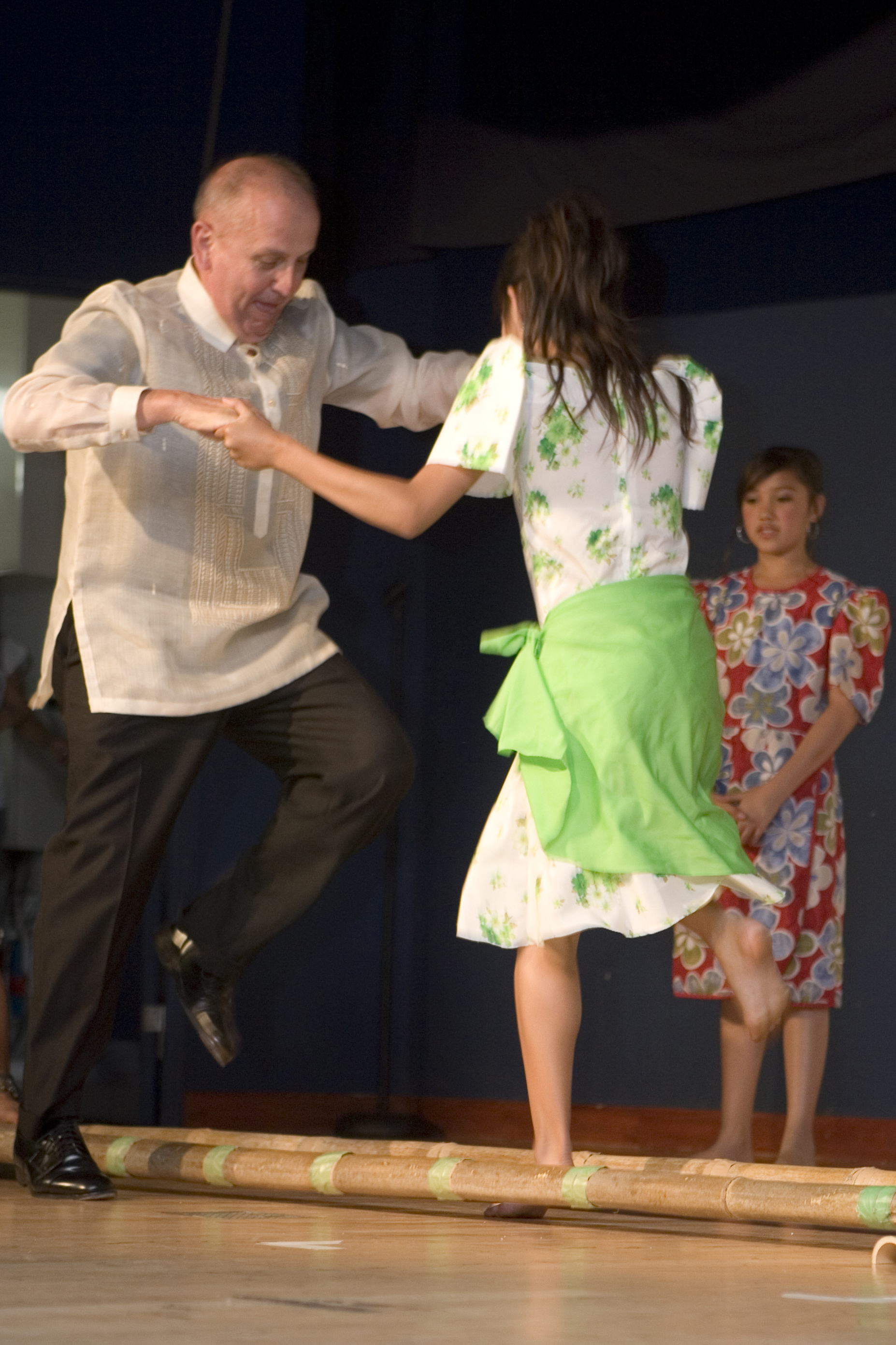
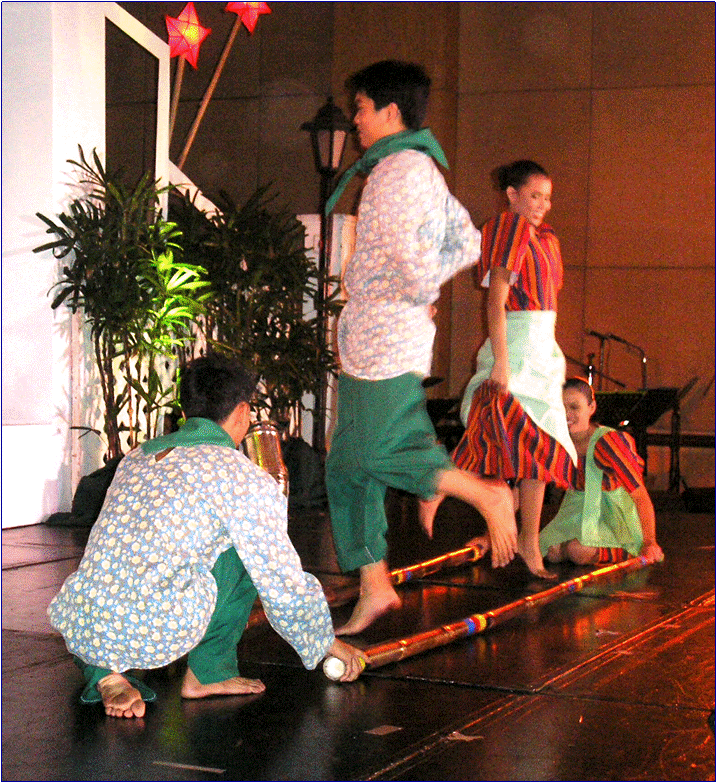
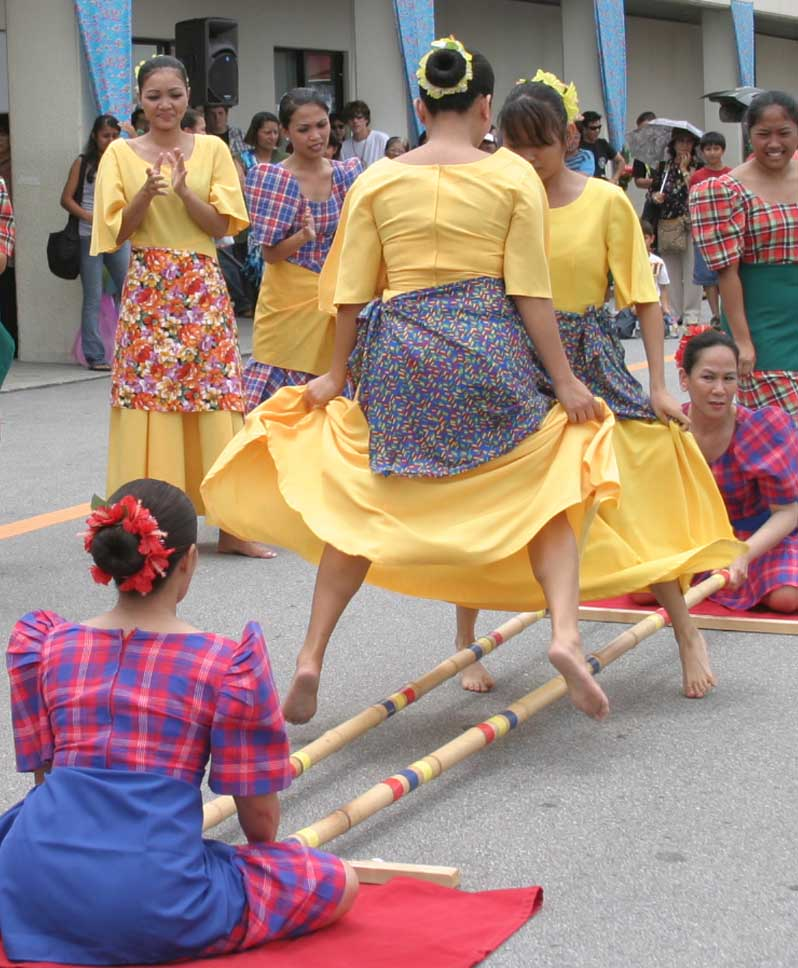

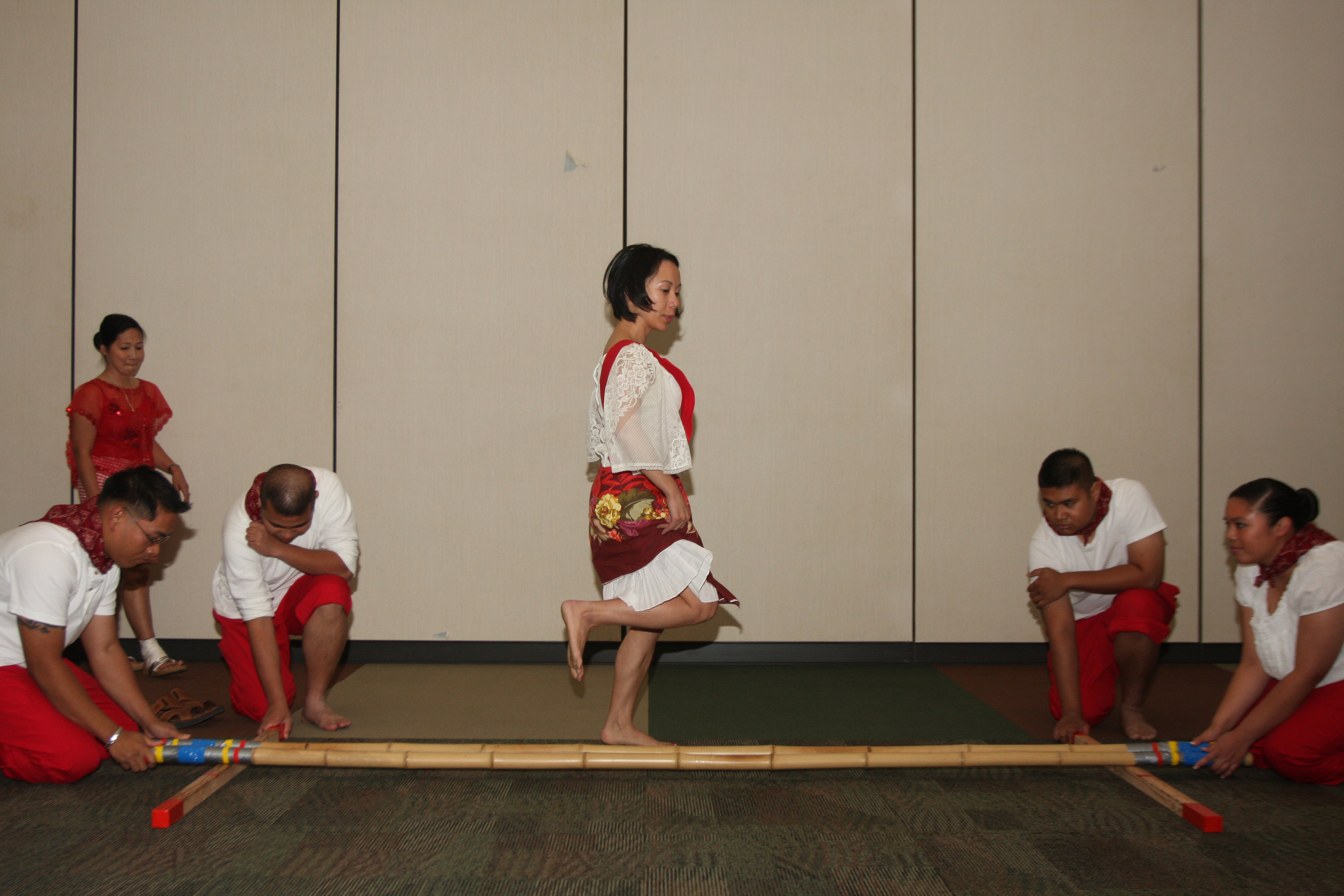
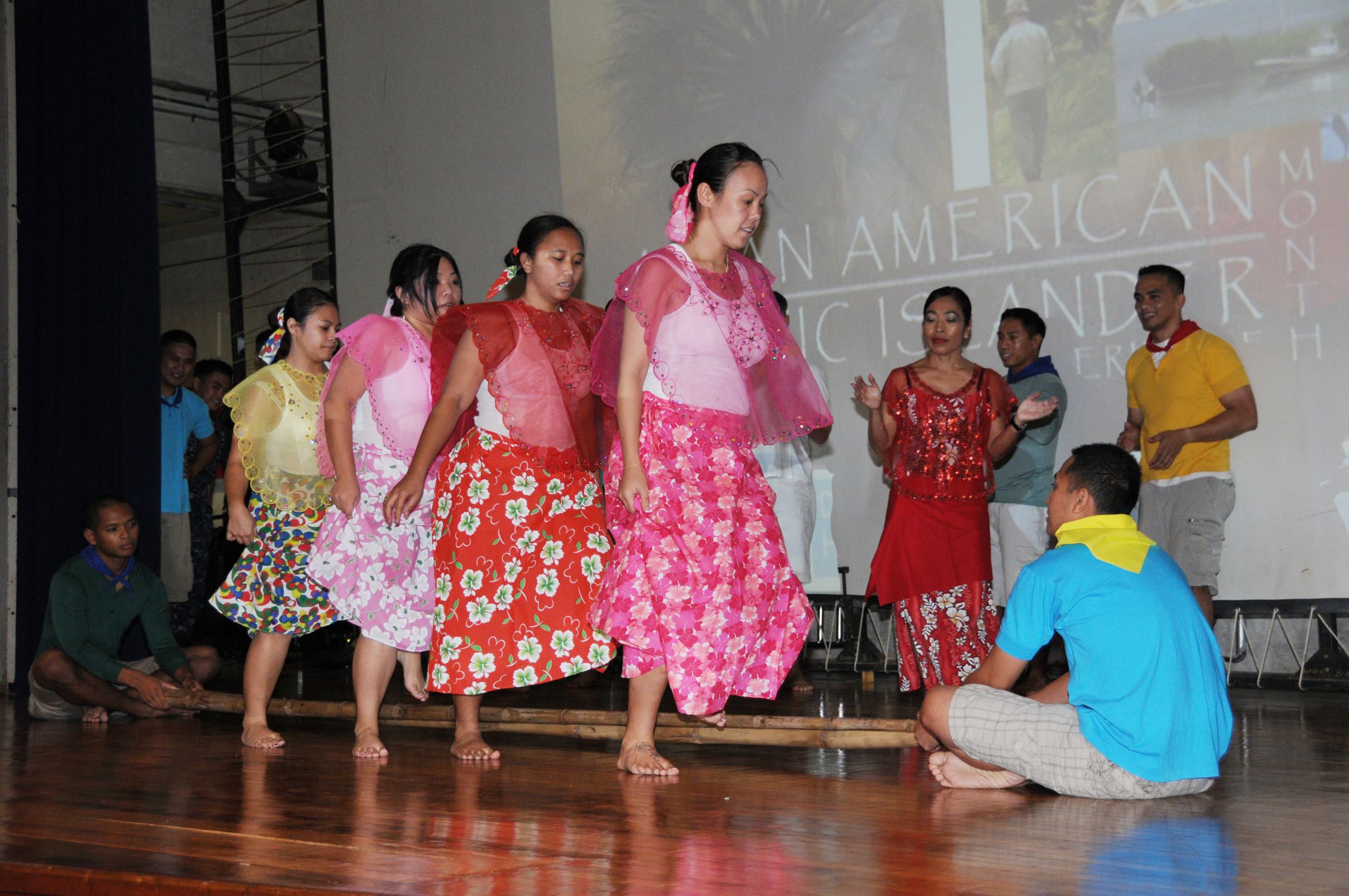
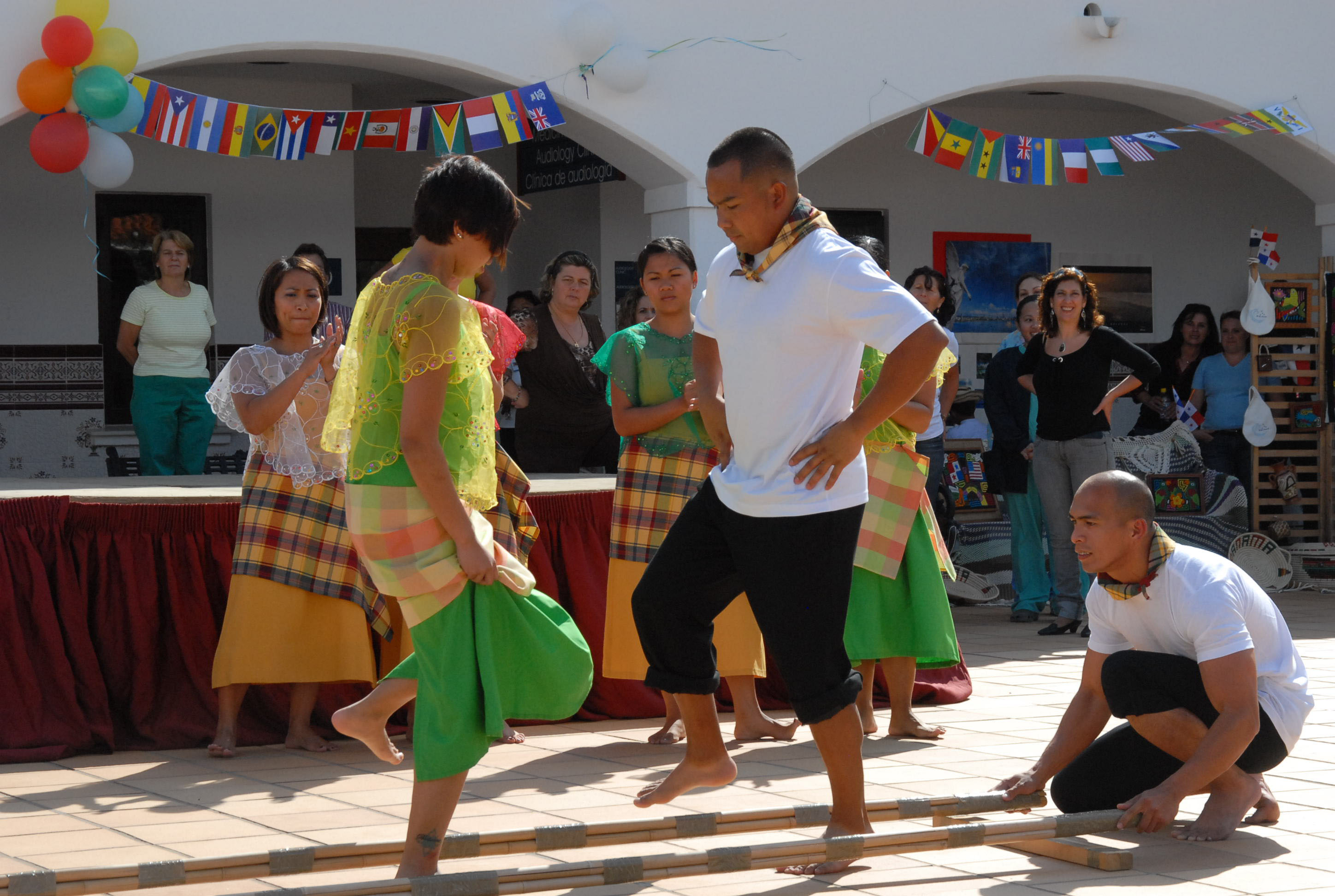
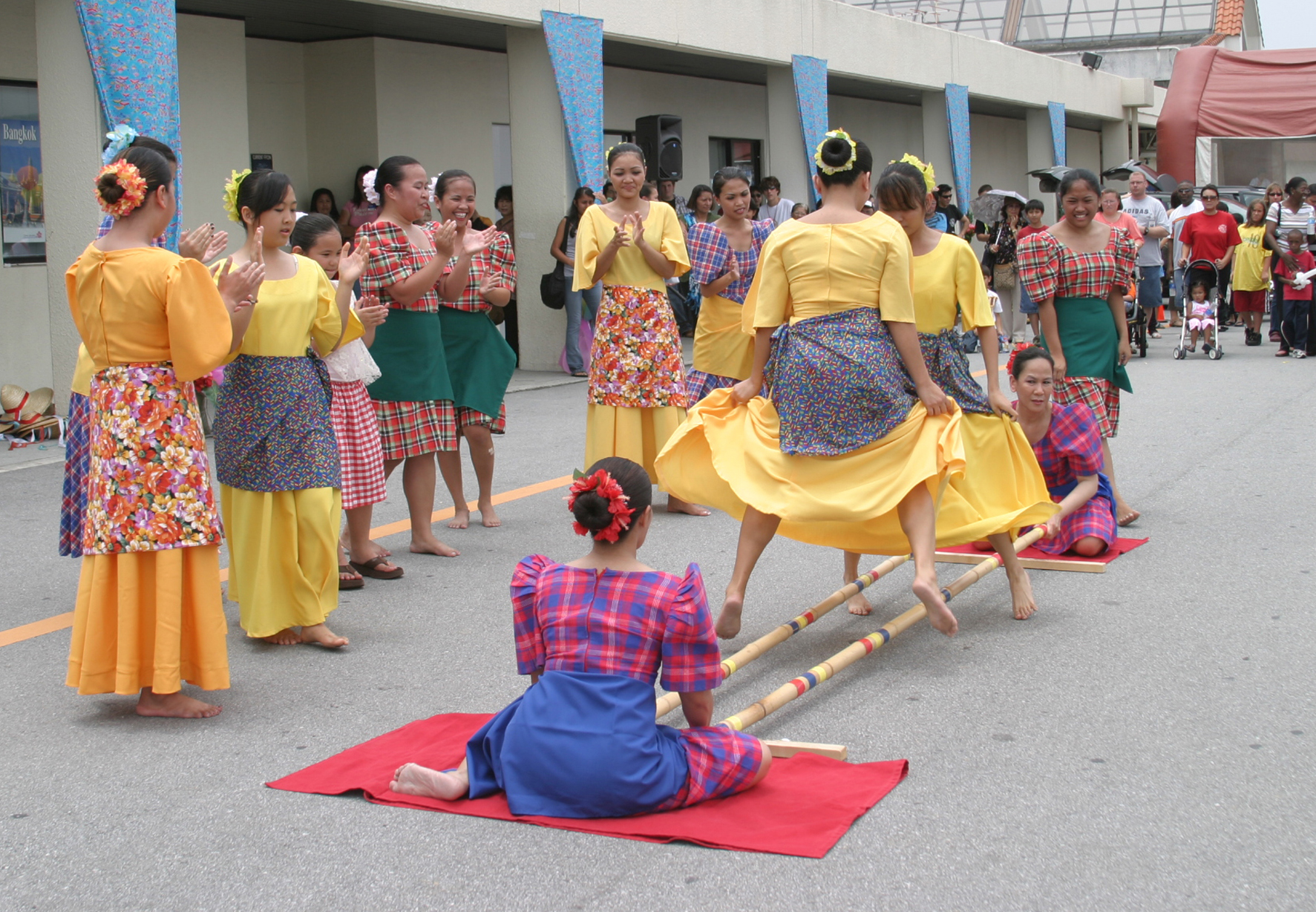

## 概要

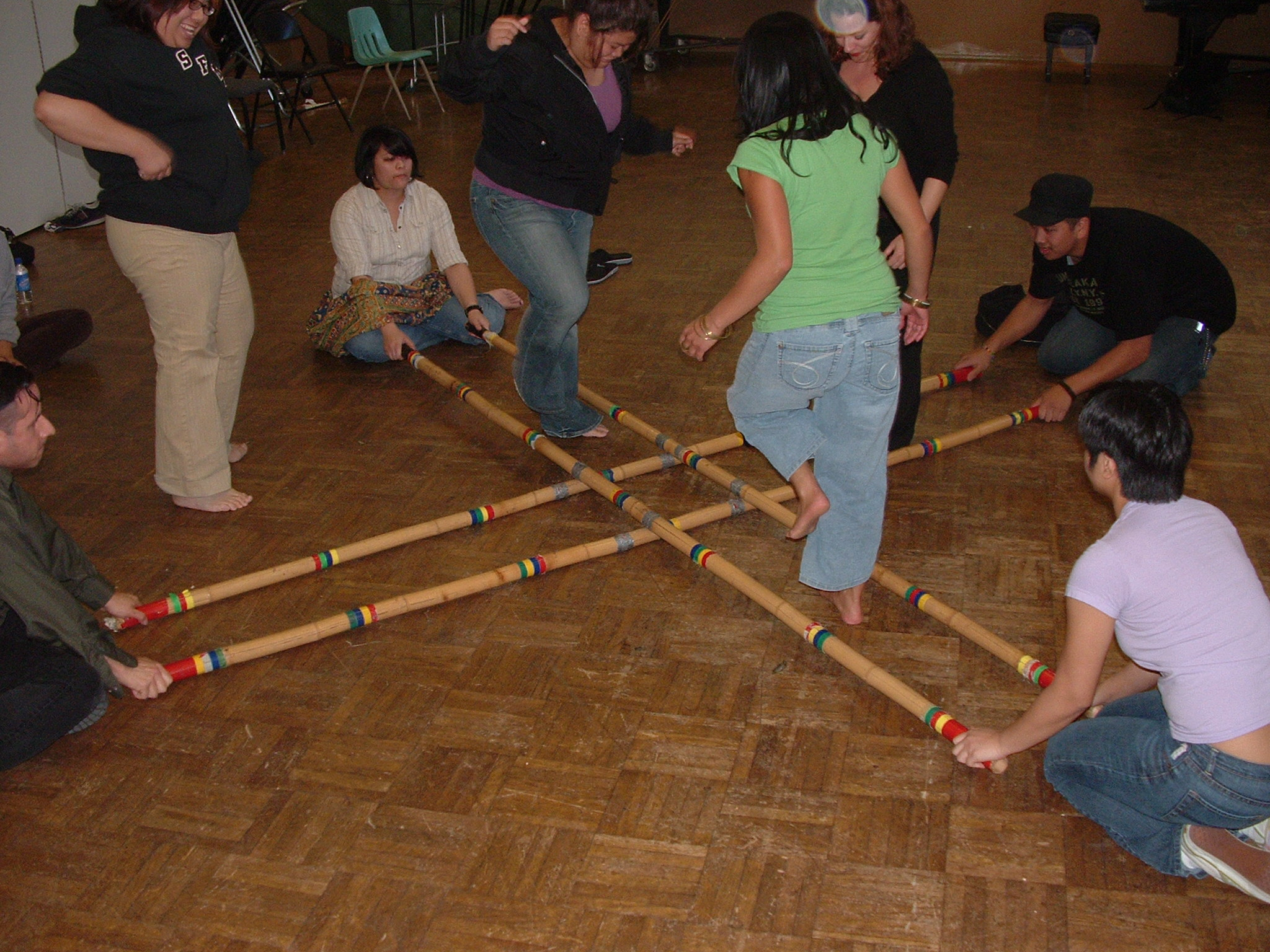
マラナオ族のSingkil

ダンス例
しゃがんだ状態で竹の先端付近を1本ずつ左右の手で握った操作者が計2名おり、3拍子のリズムで平行に動かして開閉する。ダンサー側は挟まれないようにステップを踏む。なお、2本ずつ十字に交差させた計4本の竹を用いる場合もある。
 フィリピン
ヴィサヤ諸島・レイテ島ではTinikling（テニクリンorティニクリンorティニックリン）と呼ばれる。この名称は、現地にも生息するTikling（ティクリン）という鳥の名前が由来という説がある。さらに、穀物にいたずらするこの鳥を2本の竹で捕まえようとする農夫たちの様子の再現という説もある。
なお、元々はスペインのダンスを継承したモスリム王侯貴族の舞踊で、今日では米の収穫の際に踊ることがあるといわれる。
 インド
ミゾラム州の少数民族ミゾ族（en）族の祭りで踊られているという。
その他の地域
タイ東北部や、台湾原住民のアミ族の間でも、バンブーダンスらしき踊りがある。これらは、多数の竹を平行に並べて行われるのが特徴である。